# Aplopsora corni
Aplopsora corni är en svampart som beskrevs av Y. Ono & Y. Harada 1994. Aplopsora corni ingår i släktet Aplopsora och familjen Chaconiaceae.   Inga underarter finns listade i Catalogue of Life.